# Quint Lucreci
Quint Lucreci (en llatí: Quintus Lucretius) va ser un cavaller romà que va viure al segle i aC. Formava part de la gens Lucrècia.
Va acusar Livi Drus de praevaricatio l'any 54 aC. Ciceró el menciona com a íntim amic de Gai Cassi Longí i afiliat al partit aristocràtic.
En esclatar la guerra civil romana l'any 49 aC estava estacionat a la ciutat de Sulmo amb cinc cohorts, però bé el seu col·lega en el comandament, Gai Ati, o bé les seves mateixes tropes, van obrir les portes a Marc Antoni i Lucreci va haver de fugir.